# Pokrovskoe (Oblast' di Tjumen')
Pokrovskoe (in russo: Покровское) è un villaggio della Russia (selo), situato nell'Oblast' di Tjumen', sul fiume Tura, a 24 km circa da Jarkovo.
Comprende l'insediamento di Fišovo ed è noto per essere il villaggio natale del monaco Grigorij Rasputin.